# 南瓦利 (新墨西哥州)
南瓦利（英語：South Valley）是位於美國新墨西哥州伯納利歐縣的普查規定居民點。

## 人口
根據2020年美國人口普查的數據，南瓦利的面積為78.47平方千米，當中陸地面積為75.16平方千米，而水域面積為3.31平方千米。當地共有人口38338人，而人口密度為每平方千米488.57人。